# Rokapi Dorsa
I Rokapi Dorsa sono una struttura geologica della superficie di Venere.